# میرکو گرودن
میرکو گرودن (انگلیسی: Mirko Gruden; ۲۲ ژوئن ۱۹۱۱ – ۱۲ سپتامبر ۱۹۶۷) بازیکن فوتبال اهل ایتالیا بود.
از باشگاه‌هایی که در آن بازی کرده‌است می‌توان به باشگاه فوتبال اینتر میلان، باشگاه فوتبال پرو گوریتسیا، باشگاه فوتبال ونتزیا، باشگاه فوتبال کاتانیا، باشگاه فوتبال جنوآ، و باشگاه فوتبال پالرمو اشاره کرد.